# Резюме
Резюмé (фр. résumé), CV (лат. curriculum vitæ) — документ, в якому подаються короткі відомості про навчання, трудову діяльність та професійні досягнення особи, яка його складає.
Найчастіше використовується для працевлаштування. 
Мета резюме — надати працедавцю короткий виклад своєї професійної діяльності та зацікавити його своєю кандидатурою. 
В Україні терміни Резюме та CV найчастіше вживаються як синоніми. Проте потрібно зважати, що в інших країнах ці поняття можуть відрізнятися і CV може означати розгорнутий виклад академічної діяльності кандидата.

## Опис
Основна вимога до такого документа — вичерпність потрібних відомостей і лаконічність викладу.
Резюме часто надсилають разом із супровідним листом, у якому висловлюється бажання отримати конкретне місце та пояснюється чому саме кандидат підходить на цю вакансію.

## Структура резюме
У резюме обов'язково мають бути такі розділи:
1. Прізвище та ім'я особи, яка складає резюме
2. Контактні дані
3. Мета працевлаштування або короткий текст про кандидата
4. Досвід роботи
5. Освіта
6. Ключові компетенції (навички)

Додатково в резюме можна включити розділ про сертифікати, ліцензії, нагороди, додаткову освіту (курси, семінари, конференції), волонтерський досвід тощо. Головне правило при виборі, які розділи додавати — в резюме повинна бути лише релевантна інформація для конкретної вакансії.
Порядок розміщення розділів у резюме залежить від формату резюме і досвіду кандидата.

## Сучасні правила складання резюме
Завдяки розвитку технологічних рішень на ринку праці, популярності сайтів для пошуку роботи та розвитку онлайн конструкторів резюме, в Україні почала формуватися культура складання резюме. Серед сучасних правил складання резюме можна виділити такі ключові правила:

### Оформлення резюме
- За обсягом резюме не має перевищувати 2-х сторінок, а для кандидатів з відсутнім або невеликим досвідом роботи достатньо однієї сторінки.
- У резюме має бути чітка структура, кожен розділ має мати стандартну назву. Для цього існує безліч шаблонів для резюме у відкритому доступі, наприклад Державні центри зайнятості надають можливість
- Для опису обов'язків та навичок використовують списки.
- В Україні наразі заведено додавати фото в резюме.
- Рекрутери надають перевагу резюме в форматі PDF, тому що документи в цьому форматі будуть коректно відображатися на будь-якому пристрої та операційній системі.

### Опис професійної діяльності
У резюме використовують професійну термінологію та інформаційний стиль для опису досвіду роботи. Описують у резюме лише релевантні для посади деталі.
Потрібно уникати канцеляризмів і незрозумілих абревіатур у тексті.